# College Station
College Station es una ciudad ubicada en el condado de Brazos en el estado estadounidense de Texas. En el Censo de 2010 tenía una población de 93.857 habitantes y una densidad poblacional de 730,36 personas por km². College Station es, además, la sede de los Texas A&M Aggies, un equipo que participa en la Southeastern Conference de la División I de la NCAA.

## Geografía
Según la Oficina del Censo de los Estados Unidos, College Station tiene una superficie total de 128.51 km², de la cual 128.05 km² corresponden a tierra firme y (0.35%) 0.45 km² es agua.

### Clima
El clima local es subtropical y templado y los inviernos son suaves, con períodos de bajas temperaturas que duran generalmente menos de dos meses. La nieve y el hielo son extremadamente raros. Los veranos son cálidos y calientes, con chubascos ocasionales que son la única variación verdadera en el tiempo.
- Promedio anual de lluvia: 39 pulgadas (1000 mm)
- Promedio de altura: 367 pies (112 m) sobre el nivel del mar
- Promedio de temperaturas: 68 °F (20 °C)
- Recursos agrícolas: Ganado, maíz, algodón, huevos, heno, sorgo
- Recursos minerales: Arena, grava, lignito, gas, petróleo.

| Parámetros climáticos promedio de College Station, Texas | Parámetros climáticos promedio de College Station, Texas | Parámetros climáticos promedio de College Station, Texas | Parámetros climáticos promedio de College Station, Texas | Parámetros climáticos promedio de College Station, Texas | Parámetros climáticos promedio de College Station, Texas | Parámetros climáticos promedio de College Station, Texas | Parámetros climáticos promedio de College Station, Texas | Parámetros climáticos promedio de College Station, Texas | Parámetros climáticos promedio de College Station, Texas | Parámetros climáticos promedio de College Station, Texas | Parámetros climáticos promedio de College Station, Texas | Parámetros climáticos promedio de College Station, Texas | Parámetros climáticos promedio de College Station, Texas |
| Mes                                                      | Ene.                                                     | Feb.                                                     | Mar.                                                     | Abr.                                                     | May.                                                     | Jun.                                                     | Jul.                                                     | Ago.                                                     | Sep.                                                     | Oct.                                                     | Nov.                                                     | Dic.                                                     | Anual                                                    |
| -------------------------------------------------------- | -------------------------------------------------------- | -------------------------------------------------------- | -------------------------------------------------------- | -------------------------------------------------------- | -------------------------------------------------------- | -------------------------------------------------------- | -------------------------------------------------------- | -------------------------------------------------------- | -------------------------------------------------------- | -------------------------------------------------------- | -------------------------------------------------------- | -------------------------------------------------------- | -------------------------------------------------------- |
| Temp. máx. abs. (°C)                                     | 30                                                       | 37.2                                                     | 34.4                                                     | 34.4                                                     | 37.8                                                     | 40                                                       | 42.8                                                     | 42.2                                                     | 41.1                                                     | 36.7                                                     | 31.7                                                     | 30                                                       | 42.8                                                     |
| Temp. máx. media (°C)                                    | 16.1                                                     | 18.9                                                     | 22.8                                                     | 26.1                                                     | 29.4                                                     | 33.3                                                     | 35.6                                                     | 35.6                                                     | 32.8                                                     | 27.8                                                     | 21.7                                                     | 17.2                                                     | 26.7                                                     |
| Temp. mín. media (°C)                                    | 4.4                                                      | 6.7                                                      | 10                                                       | 13.9                                                     | 18.3                                                     | 22.2                                                     | 23.3                                                     | 22.8                                                     | 20.6                                                     | 15                                                       | 9.4                                                      | 5.6                                                      | 17.2                                                     |
| Temp. mín. abs. (°C)                                     | -13.9                                                    | -10                                                      | -8.3                                                     | -2.2                                                     | 5.6                                                      | 11.7                                                     | 14.4                                                     | 15.6                                                     | 6.7                                                      | -1.7                                                     | -7.2                                                     | -16.7                                                    | -16.7                                                    |
| Precipitación total (mm)                                 | 84.3                                                     | 60.5                                                     | 72.1                                                     | 81.3                                                     | 128.3                                                    | 96.3                                                     | 48.8                                                     | 66.8                                                     | 99.3                                                     | 107.2                                                    | 80.8                                                     | 82                                                       | 1007.6                                                   |
| Fuente: weather.com 29 de junio de 2009                  |                                                          |                                                          |                                                          |                                                          |                                                          |                                                          |                                                          |                                                          |                                                          |                                                          |                                                          |                                                          |                                                          |

## Ciudades próximas

### Ciudades más próximas
- Ciudades en un radio de 30 millas (50 km)
  - Bryan (Texas) en un radio de 5.7 millas (9 km)
  - Wixon Valley (Texas) en un radio de 11.1 millas (18 km)
  - Snook (Texas) en un radio de 13.2 millas 13.2 (21 km)
  - Navasota (Texas) en un radio de 21.5 millas (35 km)
  - Somerville (Texas) en un radio de 23.1 millas (37 km)
  - Anderson (Texas) en un radio de 23.8 millas (38 km)
  - Caldwell (Texas) en un radio de 27.0 millas (43 km)
  - Hearne (Texas) en un radio de 27.2 millas (44 km)

### Mayores ciudades próximas
- Ciudades con una población por encima de 500 000 habitantes en un radio de 200 millas (300 km)
  - Houston (Texas): 95,1 millas (152 km) (población: 2 099 451, población  metropolitana: 5 946 800).
  - Austin (Texas): 107,7 millas (173 km) (población: 842 592).
  - San Antonio (Texas): 169 millas (267 km) (población: 1 327 407).
  - Fort Worth (Texas): 173 millas (278 km) (población: 741 206).
  - Dallas (Texas): 187 millas (300 km) (población: 1 197 816, población metropolitana: 6 371 773).

## Demografía
Según el censo de 2010, había 93.857 personas residiendo en College Station. La densidad de población era de 730,36 hab./km². De los 93.857 habitantes, College Station estaba compuesto por el 77.25% blancos, el 6.8% eran afroamericanos, el 0.39% eran amerindios, el 9.14% eran asiáticos, el 0.06% eran isleños del Pacífico, el 3.98% eran de otras razas y el 2.38% pertenecían a dos o más razas. Del total de la población el 14.03% eran hispanos o latinos de cualquier raza.

## Educación

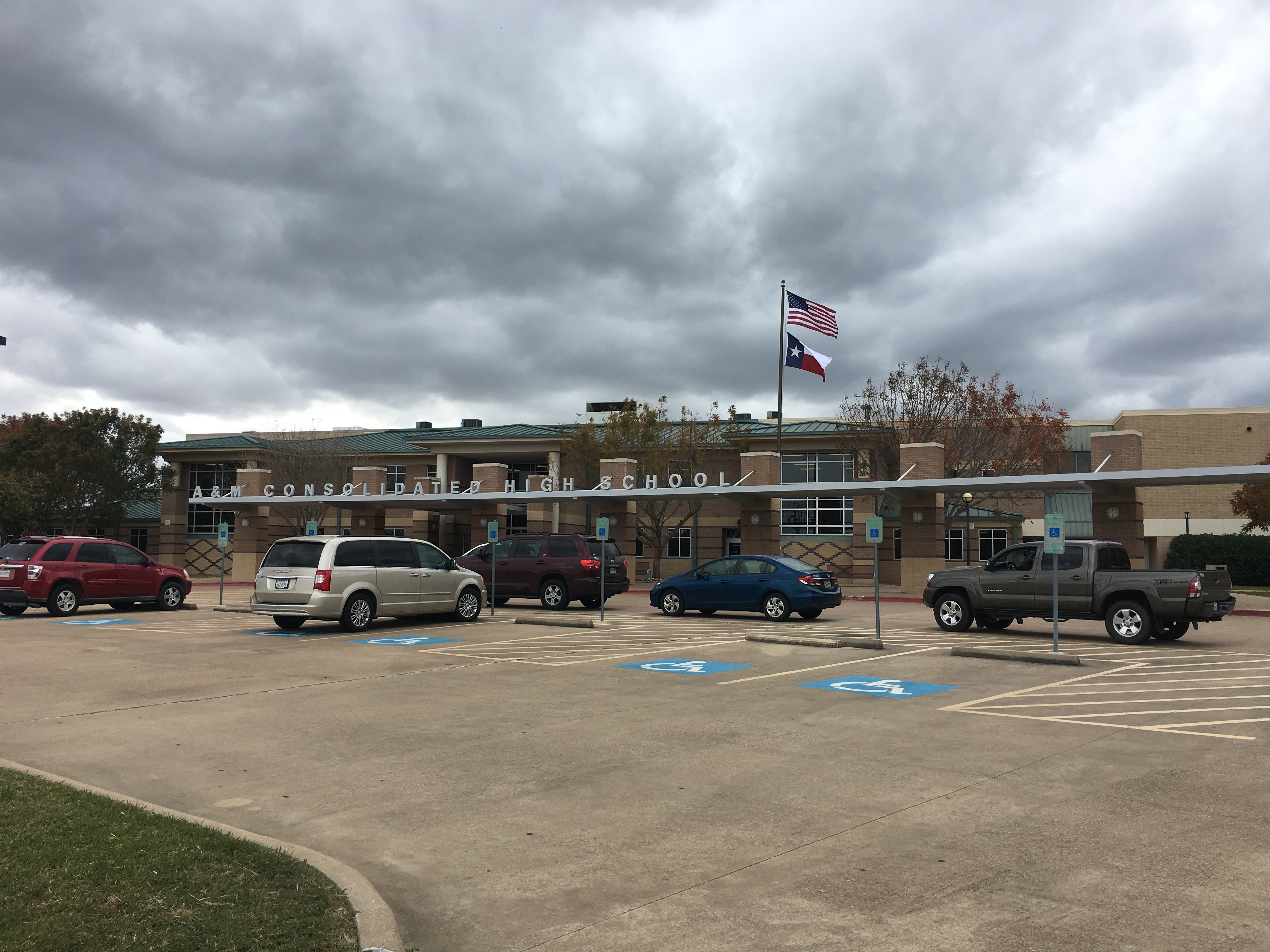
Escuela Secundaria A&M Consolidated

El Distrito Escolar Independiente de College Station gestiona escuelas públicas.

## Residentes notables
Las siguientes personas han vivido o viven actualmente en College Station:
- Matthew Berry —  Analista de ESPN[7]
- David Bereit — activista antiabortista[8]
- J.H. Galloway —  vicepresidente de Exxon Oil Corporation[cita requerida]
- Ross King — líder de los trabajadores[9]
- Patrick Zurek — Obispo  de la Diócesis de Amarillo, pastor fundador de la parroquia de St. Thomas Aquinas[10]
- R.C. Slocum — Antiguo cabeza de equipo del Texas A&M University de football coach (1989 - 2002)
- Robert Gates — Antiguo decano de Universidad, actual  Secretario de Defensa[11]
- Tiffany Thornton — Actriz, actúa en la serie de televisión de Disney Channel's Sonny With a Chance

## Puntos de interés
- Biblioteca y Museo Presidencial de George H. W. Bush
- D. A. "Andy" Anderson Arboretum

## Ciudades hermanadas
- Alemania: Greifswald[12]
- Rusia: Kazán[12]
- México: General Zuazua[12]
- España: Ciudad Real[12]